# Felix Eisele
Felix Eisele (* 11. Juli 1900 in Stuttgart; † 26. Dezember 1965 in München) war ein Ingenieur und Professor für Werkzeugmaschinen an der Technischen Hochschule Braunschweig und an der Technischen Universität München.

## Leben
Eisele nahm als Soldat am Ersten Weltkrieg teil. 1930 wurde er Assistent an der Technischen Universität Stuttgart, wo er mit einer 1931 erschienenen Arbeit Dynamische Untersuchungen des Fräsvorgangs zum Dr.-Ing. promoviert wurde. 1934 wurde er ordentlicher Professor an der Technischen Hochschule Braunschweig. Er geriet in Konflikt mit den  Nationalsozialisten. Nachdem er sich 1935 in scharfer Kritik gegen das NS-Regime äußerte, wurde er schließlich durch SA-Angehörige verhaftet und zwei Tage lang verhört. Nach seiner Freilassung erhielt er von Adolf Hitler persönlich einen Brief, in dem ihm mitgeteilt wurde, dass er mit sofortiger Wirkung seines Amtes als Professor enthoben sei. Eisele bekam 1943 die Stelle des technischen Direktors der Hille Werke AG in Dresden. Von 1948 bzw. 1949 bis zu seinem Tode im Jahr 1965 war er Professor an der Technischen Universität München. Er war dort Leiter des Instituts für Werkzeugmaschinen und Betriebswirtschaft und organisierte ein regelmäßiges Forschungskolloquium Maschinenbau.
1956 wurde er zum Ehrenmitglied des Akademischen Maschinen-Ingenieur-Vereins München ernannt. Eine von ihm aufgebaute Fotosammlung über Werkzeugmaschinen wird im Deutschen Museum München aufbewahrt.
Eisele hinterließ seine Frau sowie sechs Kinder.